# Nuoto ai campionati europei di nuoto 2016 - Staffetta 4x100 metri misti maschile
La staffetta 4x100 m misti maschile degli Europei 2016 si è svolta il 22 maggio 2016. Le batterie si sono svolte la mattina, mentre la finale si è svolta la sera dello stesso giorno.

## Medaglie
| Posizione | Oro                                                                                  | Argento                                                                 | Bronzo                                                |
| --------- | ------------------------------------------------------------------------------------ | ----------------------------------------------------------------------- | ----------------------------------------------------- |
| Paese     | Regno Unito                                                                          | Francia                                                                 | Ungheria                                              |
| Atleti    | Chris Walker-Hebborn Adam Peaty James Guy Duncan Scott Ross Murdoch* Robert Renwick* | Benjamin Stasiulis Giacomo Perez-Dortona Mehdy Metella Florent Manaudou | Gábor Balog Gábor Financsek László Cseh Richárd Bohus |

L'asterisco indica i nuotatori che hanno nuotato solo in batteria ma hanno ugualmente ricevuto la medaglia.

## Record
Prima della manifestazione il record del mondo (RM), il record europeo (EU) ed il record dei campionati (RC)   erano i seguenti.
| Record mondiale       | 3'27"28 | Stati Uniti | 2 agosto 2009 Roma, Italia        |
| Record europeo        | 3'28"58 | Germania    | 2 agosto 2009 Roma, Italia        |
| Record dei campionati | 3'31"32 | Francia     | 15 agosto 2010 Budapest, Ungheria |

Durante la competizione non sono stati migliorati record.

## Risultati

### Batterie
Le batterie sono state disputate alle 10.12 ora locale.
| Pos | Batteria | Corsia | Nazione     | Nuotatori | Tempo   | Note |
| --- | -------- | ------ | ----------- | --- | ------- | ---- |
| 1   | 2        | 1      | Italia      | Simone Sabbioni (53"94) Fabio Scozzoli (1'01"56) Matteo Rivolta (52"00) Luca Leonardi (48"66)                 | 3'36"16 | Q    |
| 2   | 2        | 2      | Lituania    | Danas Rapšys (54"81) Giedrius Titenis (1'00"07) Deividas Margevičius (53"02) Simonas Bilis (48"56)            | 3'36"46 | Q    |
| 3   | 2        | 3      | Ungheria    | Gábor Balog (55"05) Gábor Financsek (1'01"26) László Cseh (51"01) Richárd Bohus (49"49)                       | 3'36"81 | Q    |
| 4   | 1        | 2      | Francia     | Benjamin Stasiulis (55"48) Giacomo Perez-Dortona (1'00"54) Mehdy Metella (51"55) Yannick Agnel (49"30)        | 3'36"87 | Q    |
| 5   | 1        | 6      | Regno Unito | Chris Walker-Hebborn (54"78) Ross Murdoch (59"53) Duncan Scott (53"26) Robert Renwick (49"54)                 | 3'37"11 | Q    |
| 6   | 1        | 4      | Grecia      | Apostolos Christou (54"45) Panagiōtīs Samilidīs (1'00"92) Andreas Vazaios (52"57) Christos Katrantzis (49"56) | 3'37"50 | Q    |
| 7   | 2        | 5      | Irlanda     | Shane Ryan (54"63) Nicholas Quinn (1'01"33) Brendan Hyland (53"45) Curtis Coulter (48"99)                     | 3'38"40 | Q    |
| 8   | 2        | 7      | Svezia      | Mattias Carlsson (55"92) Johannes Skagius (1'00"70) Jesper Björk (53"32) Isak Eliasson (48"47)                | 3'38"41 | Q    |
| 9   | 2        | 4      | Russia      | Nikita Ulyanov (55"41) Mikhail Dorinov (1'01"71) Nikolay Skvortsov (52"78) Andrey Grechin (48"58)             | 3'38"48 |      |
| 10  | 1        | 1      | Belgio      | Nils Van Audekerke (56"96) Jonas Coreelman (1'02"05) Louis Croenen (52"93) Pieter Timmers (48"52)             | 3'40"46 |      |
| 11  | 2        | 6      | Turchia     | Doruk Tekin (56"14) Demir Atasoy (1'01"58) Kaan Türker Ayar (53"11) Emre Sakçı (50"30)                        | 3'41"13 |      |
| 12  | 1        | 3      | Estonia     | Karl Luht (56"61) Martin Allikvee (1'01"47) Kregor Zirk (53"69) Pjotr Degtjarjov (49"99)                      | 3'41"76 |      |
| -   | 1        | 5      | Svizzera    | Nils Liess (55"89) Patrik Schwarzenbach (1'03"17) Nico van Duijn Alexandre Haldemann                          | DSQ     | DSQ  |
| -   | 1        | 7      | Croazia     | Anton Loncar (56"36) Kristijan Tomić (1'01"79) Mario Todorović (53"57) Mislav Sever                           | DSQ     | DSQ  |

### Finale
La finale è stata disputata alle 17.23 ora locale.
| Pos | Corsia | Nazione     | Nuotatori                                                                                                   | Tempo   | Note |
| --- | ------ | ----------- | --- | ------- | ---- |
|     | 2      | Regno Unito | Chris Walker-Hebborn (54"23) Adam Peaty (58"08) James Guy (51"69) Duncan Scott (48.15)                      | 3'32"15 |      |
|     | 6      | Francia     | Benjamin Stasiulis (54"73) Giacomo Perez-Dortona (1'00"23) Mehdy Metella (51"38) Florent Manaudou (47"55)   | 3'33"89 |      |
|     | 3      | Ungheria    | Gábor Balog (54"40) Gábor Financsek (1'01"45) László Cseh (50"33) Richárd Bohus (47"94)                     | 3'34"12 |      |
| 4   | 7      | Grecia      | Apostolos Christou (54"30) Panagiōtīs Samilidīs (1'00"06) Andreas Vazaios (52.45) Kristián Goloméev (47"60) | 3'34"41 |      |
| 5   | 5      | Lituania    | Danas Rapšys (54"07) Giedrius Titenis (1'00"23) Deividas Margevičius (52"83) Simonas Bilis (48"18)          | 3'35"31 |      |
| 6   | 8      | Svezia      | Mattias Carlsson (55"54) Johannes Skagius (59"98) Jesper Björk (53"34) Isak Eliasson (48"53)                | 3'37"39 |      |
| 7   | 1      | Irlanda     | Shane Ryan (54"37) Nicholas Quinn (1'01"01) Brendan Hyland (53"35) Curtis Coulter (48"74)                   | 3'37"47 |      |
| -   | 4      | Italia      | Simone Sabbioni (54"33) Andrea Toniato (1'00"60) Piero Codia (52"17) Luca Dotto                             | DSQ     | DSQ  |